# Geografía (Ptolomeo)

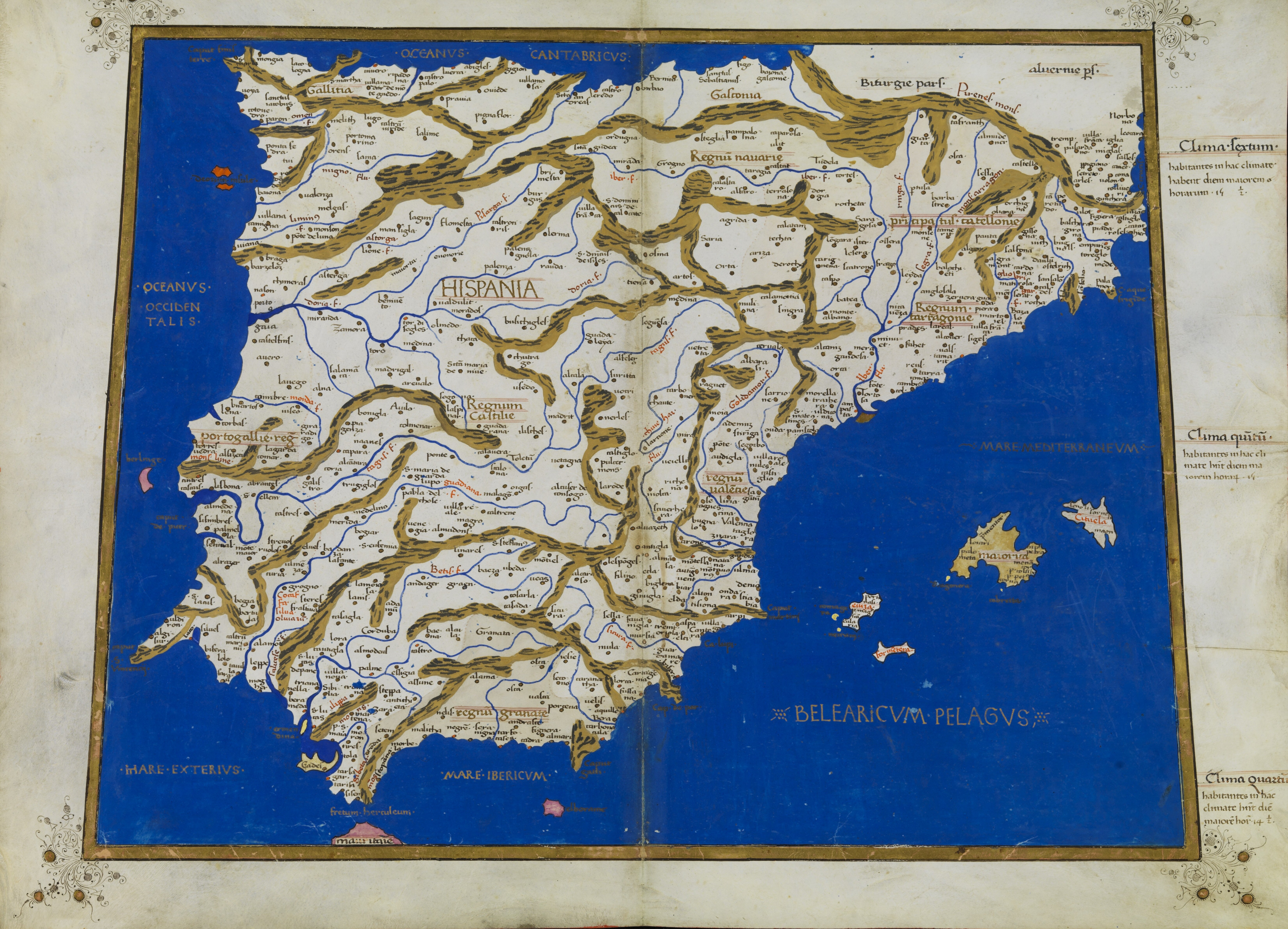
Mapa "moderno" de Hispania añadido a los 26 mapas de la Geographia original de Claudio Ptolomeo.

La Geografía (en griego Γεωγραφικὴ ὑφήγησις), también conocida como Cosmografía durante el siglo XV, es una obra de Claudio Ptolomeo, geógrafo griego del siglo II. Consta de tres partes, divididas en ocho libros.
La primera parte, el primer libro, es introductoria, donde establece su metodología para realizar trabajos cartográficos y proyecciones. En la segunda parte, del segundo a séptimo libro, cataloga aproximadamente 8000 lugares de la ecúmene o mundo conocido, a los que asigna un par de coordenadas longitud y latitud. Mientras que las latitudes son relativamente exactas, Ptolomeo comete errores en la longitud ya que utiliza unas dimensiones del globo terrestre inferiores a las reales, basándose en las estimaciones de Posidonio y Marino de Tiro en vez de las de Eratóstenes,  mucho más cercanas a la realidad. En la última parte, que se corresponde con el último libro, aporta veintisiete mapas del mundo conocido. 

## Mapas
Pese a que nunca se hallaron mapas confeccionados por el geógrafo griego, la Geographia contiene aproximadamente 8000 topónimos del mundo conocido o ecúmene (oikoumene, en griego) con sus respectivas coordenadas, longitud y latitud, lo que permitió que los cartógrafos reconstruyesen la visión del mundo de Ptolomeo cuando el manuscrito fue redescubierto cerca del año 1300.
El mapa diferencia dos grandes mares cerrados: el primero es el mar Mediterráneo y el segundo es el océano Índico (Indicum Pelagus), que se extiende hasta el mar de China (Magnus Sinus), al este. Los principales lugares geográficos son Europa, Oriente Medio, India, y una Sri Lanka (Taprobana) demasiado grande, así como la península del Sureste Asiático (Aurea Chersonesus o «península dorada»), y la China (Sinae).

## Reconstrucciones
El historiador danés Gudmund Schütte intentó reconstruir la sección correspondiente a Dinamarca del mapamundi de Ptolomeo. Dicho trabajo derivado incluye los nombres de varios lugares y tribus que pueden traducirse a sus equivalentes contemporáneos. El rasgo más destacado del mapa es Jutlandia, ubicada al norte del río Albis Trêva, al oeste del Saxonôn Nesôi (archipiélago) y al este del Skandiai Nêsoi, que a su vez se encuentra al oeste de una gran isla, Skandia. Al norte de Jutlandia se halla un tercer archipiélago: Alokiai Nêsoi. Al sur del Albis se encuentran asentados los Lakkobardoi y, al norte, los Saxones. La costa occidental de Jutlandia alberga a los Sigulônes, los Sabaliggio, los Kobandoi, los Eundusioi y los Kimbroi (posiblemente, los cimbros). El área central y oriental está ocupada por los Kimbrikê (posiblemente los cimbros), los Chersonêsos, y los Charoudes.